# Maona
Ne doit pas être confondu avec Mahonne.

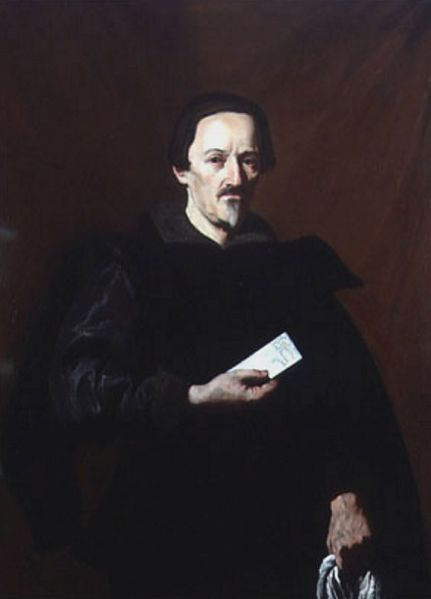
Vincento Giustiniani.

La Maona (Mahone) est une association ou groupe de riches citoyens qui forment une compagnie afin de financer une coentreprise ou une expédition, ou même de recevoir une concession, en échange d'un prêt au revendeur. Le terme de Maona était usité au Moyen Âge dans les républiques maritimes de la Méditerranée.

## Organisation
Ces associations sont caractéristiques des républiques maritimes italiennes, en particulier la république de Gênes qui, par exemple, avait établi la lucrative « Maona di Scio » pour financer l'expédition de reconquête sur les Byzantins de l'île égéenne de Scio (Chios), et en exploiter les ressources.
La « Maona di Scio » était une société par actions. En 1362, les associés se regroupent en une espèce d'albergo et substitueront leur nom de famille en celui de Giustiniani, du nom du palais propriété commune de la société à Gênes.

## La Maona de Corse
- 1378 - Les seigneurs du Cap Corse, fatigués des guerres interminables, prient les Génois de gouverner leur île. Les Génois, qui ne retiraient aucun avantage de la possession de la Corse, refusent, alléguant que ce qu'ils dépensaient pour la Corse dépassait de beaucoup ce qu'ils en retiraient.

Le 27 août, Gênes afferma l'île à une société industrielle et financière : la Corse est cédée par la République à quelques particuliers. Profitant du refus de la république de Gênes de s'impliquer davantage financièrement dans les affaires de la Corse, de riches citoyens Génois se réunirent pour prendre en charge l'administration de l'île et y envoyer des troupes. La société financière qu'ils formèrent s'appelait "Maona".
Pour gouverner la Corse au nom de la république de Gênes, la Maona envoie cinq associés : Leonello Lomellino, Giovanni da Balagnera, Aluigi Tortorino, Andreolo Ficone et Cristoforo Maruffo ; ils arrivent en Corse tous avec le titre de gouverneurs, amenant avec eux mille soldats.
Ces gouverneurs, qui étaient cinq, seront six avec le comte Arrigo Della Rocca qui pactisa avec les Génois.

« Chacun devait être gouverneur pendant six mois ; le Comte resterait dans la seigneurie paternelle comprise entre Cilaccia et Bonifacio, et y bâtirait, dans l'endroit qu'il lui plairait, une maison pour s'y fixer, sans jamais faire ou occuper un château quelconque. L'accord conclu, les gouverneurs génois allèrent assiéger le château de Cinarca, sans le comte Arrigo, conformément à l'un des articles de la convention. Ils le prirent, et en chassèrent Calcagno della Rocca qui, après y être entré au nom du comte Arrigo, s'en était fait le maître pour son propre compte. Mais pendant que les gouverneurs étaient occupés à ce siège, le comte Arrigo, au mépris de la convention, alla fortifier le château de Baricini. »

— Abbé Letteron in Histoire de la Corse - Tome 1 p. 230

### Opérations
Dès leur arrivée, ils se mirent aussitôt en campagne et prirent le château de Nonza en laissant la vie sauve à la garnison catalane qui était au service du comte Arrigo. 

« Les gouverneurs mirent dans ce château Luchino, l'un des seigneurs du pays, qui avait dû s'exiler. Les seigneurs de Canari et de Brando étaient déjà entrés dans la famille des Gentili à Gênes et s'appelaient non plus Avogari, mais de Gentile. Lorsque Luchino eut reçu Nonza, les gouverneurs allèrent occuper le château de Farinole qu'ils lui remirent également ; mais Luchino, laissant les gouverneurs étendre leurs conquêtes dans l'île, commença à se fortifier dans ces deux châteaux. À son exemple, Piero Gentile de Brando se mit à restaurer le sien. Les gouverneurs, qui pendant ce temps avaient pris Biguglia et Corte, en furent informés, et envoyèrent réclamer leurs châteaux à Luchino qui les refusa. Ils resserrèrent le comte Arrigo et avec lui un grand nombre des principaux Corses à Poggio-di-Nazza, où ils restèrent une année entière. »

— Abbé Letteron in Histoire de la Corse - Tome 1 p. 229
Puis ils passèrent dans l'Au-Delà-des-Monts. L'expédition contre Cinarca terminée, trois d'entre eux retournèrent à Biguglia, et deux se rendirent à Baricini, où ils eurent une longue discussion avec le comte Arrigo au sujet des articles de la convention. Mais les trois vicaires nommés par les gouverneurs, complotent avec le comte Arrigo qui offrait de leur rendre toutes leurs anciennes possessions, s'ils voulaient s'entendre avec lui. Les conjurés tuèrent un grand nombre de soldats et prirent les gouverneurs. Ils mirent à mort l'un d'entre eux ; l'autre paya une rançon de six mille florins d'or, dont la moitié resta au comte Arrigo et l'autre moitié aux vicaires. Tous les seigneurs Cinarchesi se soumettent à l'autorité du comte Arrigo.
Les gouverneurs de la Maona, ne possédaient plus dans le "Delà des Monts" que le château de Cinarca ; et voulant s'épargner une dépense inutile, ils vendirent le château à Ghilfuccio d'Istria. Ils restèrent maîtres du pays compris entre Calvi, Covasina et Lavasina, partie de l'île qui s'appela ensuite la « Terre de Comune ».
- 1397 - Nouvelle révolte des seigneurs qui demandent un gouverneur à Gênes. Tommaso Panzano est envoyé dans l'île à ses frais et risques. Battu par Arrigo, il retourne à Gênes. Peu après, les Corses demandent un autre gouverneur. La Commune et la Maona, découragées par les dépenses supportées jusqu'alors, refusent d'intervenir. Raffaello de Montaldo arrive en Corse, comme gouverneur, à ses frais et risques. Il s'empare de Biguglia, de Bastia et persécute les amis d'Arrigo. La Corse vécut quatre ans de paix.

## Pour approfondir